# François Roger de Gaignières
François Roger de Gaignières, francoski rodoslovec, antikvarist, zbiratelj in plemič, * 30. december 1642, † 1715.
1. 1 2  SNAC — 2010.
2. ↑  data.bnf.fr: platforma za odprte podatke — 2011.
3. ↑  data.bnf.fr: platforma za odprte podatke — 2011.
4. ↑  Union List of Artist Names — 2013.